# Coronel João Sá
Coronel João Sá (regionalmente conhecido como João Sá) é um município brasileiro do estado da Bahia. Localiza-se a uma latitude 10º17'3" sul e a uma longitude 37º55'37" oeste. Sua formação está associada à transição de camponeses pela expansão da Casa da Torre. Posteriormente, foi reconhecido como parte do território baiano de Jeremoabo, do qual se desmembrou, sendo oficialmente fundado em 1962.

## História
O povoamento do território joão-saense, originalmente habitado por indígenas cariris, se deu no século XVIII, por meio da pecuária, realizada por vaqueiros ligados à Casa da Torre da família d’Ávila. Famílias que se estabeleceram junto a uma fonte de água no curso de água do Rio do Peixe formaram um pequeno povoado conhecido como Bebedouro, cujo nome remete a um importante entreposto para as boiadas que passavam pela região.
Essa comunidade consistia em um pequeno agrupamento de casas em uma área de litígio territorial. Com a seca de 1877, muitos sertanejos acabaram se fixando na região do povoado de Bebedouro pela disponibilidade hídrica (característica comum entre os povoados da microrregião) , trazendo um aumento populacional. Na disputa entre Sergipe e Bahia pela região, o povoamento acabou sendo incorporado à comarca da região baiana de Jeremoabo.
Em 1943, com uma delimitação geográfica mais precisa dos estados de Sergipe e Bahia e o Decreto n° 5901 para corrigir repetições de nomes, o povoado teve seu nome substituído pelo topônimo indígena Iguaba. Essa denominação corresponde em tupi para bebedouro, um corpo hídrico parte da bacia hídrica do Rio Vaza-Barris, precisamente à porção conhecida por Bebedouro. Com o respectivo crescimento, o distrito recebeu sua primeira escola em 1955, Grupo Escolar Juracy Magalhães.
A Lei Estadual n° 1762, de 28 de julho de 1962, desmembrou o distrito de  Iguaba de Jeremoabo e o elevou à categoria de município. Nessa ocasião, o documento emancipou o lugar com o nome de Coronel João Sá, em homenagem ao Coronel João Gonçalves de Sá, importante figura política de Jeremoabo. De acordo com essa lei, a instalação e o funcionamento efetivo do município ocorreram em 07 de abril de 1963. Portanto, o município tem data de criação e data de instalação efetiva.

### Cronologia

#### Cronologia dos principais eventos
- 1877: Seca força fixação da elite latifundiária nas proximidades da fonte hídrica.
- 1920: Epidemia de varíola (bexiga), contamina quase que a população por total.
- 1927: Fundação do distrito de Bebedouro e sua vila sede com este mesmo nome.[10]
- 1927 Destaque para as passagens de Lampião e de seu bando pela área.[4]
- 1943: Por Lei de nomenclatura, Bebedouro recebe o topônimo indígena Iguaba.[10]
- 1962: Emancipação oficial pela lei n° 1762, como Coronel João Sá, em 28 de julho.[9]
- 1963: Instalação por lei e funcionamento efetivo do município em 07 de abril do ano.[9]
- 2017: Primeiro estudo científico caracteriza o Complexo Rupestre Rio do Peixe.[11]
- 2019: A Barragem do Quati em Pedro Alexandre transborda, rompe e inunda a cidade.[12]

#### Cronologia administrativa
A Primeira eleição para prefeito e vereadores ocorreu em 7 de outubro de 1962 e José de Justino dos Santos foi eleito o primeiro prefeito do município. A primeira gestão iniciou apenas em 7 de abril de 1963 com a instalação do município e efetivo funcionamento da prefeitura.. José de Justino, no auge de sua carreira política foi prefeito por 04 vezes até 1992, quando teve sua última administração como prefeito deste município.
| Gestor                                            | Início      | Término     | Fontes e informações adicionais                                                                                      |
| ------------------------------------------------- | ----------- | ----------- | --- |
| José de Justino                                   | abr de 1963 | dez de 1966 | 1° prefeito após a emancipação ocorrida em 1962                                                                      |
| José Pereira de Andrade                           | jan de 1967 | dez de 1970 | Primeiro prefeito indicado por Justino                                                                               |
| José de Justino                                   | jan de 1971 | dez de 1972 | Eleições municipais em 15 de novembro de 1972                                                                        |
| Valdomiro Pereira da Conceição                    | jan de 1973 | dez de 1976 | Eleições municipais em 20 de dezembro de 1976                                                                        |
| José de Justino                                   | jan de 1977 | dez de 1982 | Essas gestões tiveram mandatos de 6 anos                                                                             |
| Antônio José dos Santos                           | jan de 1983 | dez de 1988 | Essas gestões tiveram mandatos de 6 anos                                                                             |
| José de Justino                                   | jan de 1989 | dez de 1992 | Ultima administração deste gestor                                                                                    |
| José Romualdo Souza Costa                         | jan de 1993 | dez de 1996 | Apoio direto de Justino, foi instalada a água potável encanada na cidade, com a presença de Antonio Carlos Magalhães |
| José Adelmo dos Santos                            | jan de 1997 | dez de 2000 | Filho de Justino, durante o último mandato indireto de seu pai, foi implantado o asfalto na BA-084                   |
| José Romualdo Souza Costa                         | jan de 2001 | dez de 2004 | Destaca-se a iniciativa para o projeto da barragem do Gaparino                                                       |
| José Romualdo Souza Costa                         | jan de 2005 | dez de 2008 | Foi iniciada a obra da barragem do Gasparino                                                                         |
| Carlos Augusto Silveira Sobral (Carlinhos Sobral) | jan de 2009 | dez de 2012 | Prefeito apoiado por Romualdo, com destaque para a construção da barragem do Gasparino e a recuperação da BA-084     |
| José Romualdo Souza Costa                         | jan de 2013 | dez de 2016 | Inauguração da barragem do Gasparino e implementação do asfalto nas principais ruas da cidade                        |
| Carlos Augusto Silveira Sobral (Carlinhos Sobral) | jan de 2017 | dez de 2020 | Rompimento da Barragem do Quati                                                                                      |
| Carlos Augusto Silveira Sobral (Carlinhos Sobral) | jan de 2021 | dez de 2024 | Construção de 16 quadras poliesportivas no município                                                                 |
| Carlos Fernando Oliva Silveira (Carlinhos Grande) | jan de 2025 | atual       | Prefeito eleito com o apoio de Carlinhos Sobral                                                                      |

## Geografia
Coronel João Sá está localizada no Agreste da Bahia, no nordeste do estado, a 150 km de Aracaju e 450 km de Salvador.
O município está localizado na bacia hidrográfica do Rio Vaza-Barris e os principais cursos d’água joão-saenses, Rio do Peixe, Rio do Meio, Riacho Caraíbas e Riacho Cansanção, são afluentes do Vaza-Barris. Há um vasto lençol freático no município, o que permite o seu abastecimento em períodos de seca.
O clima de Coronel João Sá é o tropical semiárido e a vegetação, a Caatinga.

Os solos joão-saenses são muito ricos e propícios para a agricultura, o que atrai agricultores de municípios próximos e até de regiões mais distantes da Bahia, como Irecê.